# 抵塁政策
抵塁政策（ているいせいさく、英語：touch base policy、タッチベース政策）は、1970年代に中国大陸から多くの難民は香港へ不法入境していたのに応じ、香港政府が不法移民に場合によって居住権を与える制度であった。

## 背景
中華人民共和国が成立した後で、中国大陸で大躍進による大飢饉や、文化大革命などの内乱は発生した。また、朝鮮戦争において、国際連合による中国への経済制裁が行われた。多くの難民は中国共産党の統治を恐れ、当時イギリス植民地の香港へ流入し、美しく穏やかな生活を目指していた。

## 採用と廃止
1974年、香港政府は不法移民に対して、抵塁政策を採用した。香港側では、不法移民者が界限街の北の“新界エリア”で発見された場合は、中国大陸へ強制送還された。一方、界限街の南の“シティエリア”まで着いた場合（野球でホームベースに達するのと同じ）は、入境の手続きを経て居住権が与えられた。
政策のおかげで、中国大陸から若い労働力を受け入れ、香港工業の発展を促したが、数年後、香港の労働者が過剰になり、人口増加に対する圧力は強まったため、香港政府は1980年10月23日に廃止することになり、これから不法入境者が香港のどこかで捕まった場合、すぐに中国大陸へ強制送還された。